# Generativ artificiell intelligens

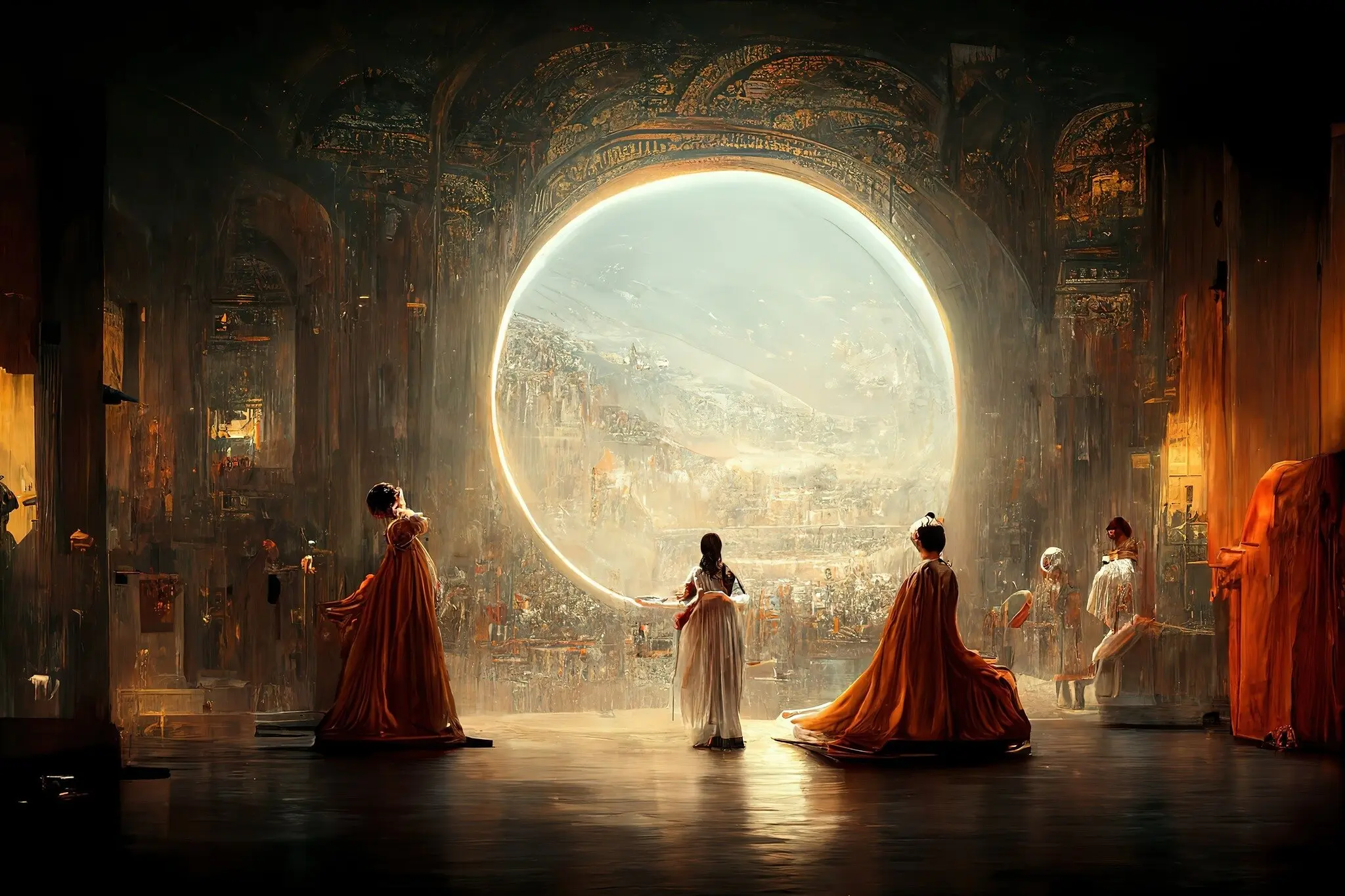
Théâtre D'opéra Spatial, en bild genererad av Midjourney

Generativ artificiell intelligens (även generativ AI) är artificiell intelligens som kan generera text, bilder, videor eller andra former av data med hjälp av generativa modeller, ofta som svar på specifika instruktioner (prompt engineering). Generativa AI-modeller lär sig genom maskininlärning mönster och struktur från sina träningsdata och genererar därefter nya data med liknande egenskaper.
Förbättringar i transformatorbaserade djupa neuronnät, särskilt stora språkmodeller (LLM), möjliggjorde en AI-boom av generativa AI-system i början av 2020-talet. Dessa inkluderar chatbots som ChatGPT, Copilot, Gemini och LLaMA, bildgenereringssystem som Stable Diffusion, Midjourney och DALL-E, och text-till-video-generatorer som Sora. Företag som OpenAI, Anthropic, Microsoft, Google, Deepseek och Baidu samt många mindre företag har utvecklat generativa AI-modeller.
Generativ AI har användningsområden inom ett stort antal av branscher, däribland programvaruutveckling, hälsovård, ekonomiredovisning, underhållning, kundservice, försäljning och marknadsföring, konst, skrivande, mode, och produktdesign. Det har dock väckts oro över potentiellt missbruk av generativ AI som cyberbrottslighet, manipulering genom fejknyheter eller deepfakes, och generativ AIs potential att ersätta mänskliga jobb.